# Helophorus
Helophorus är ett släkte av skalbaggar som beskrevs av Fabricius 1775. Helophorus ingår i familjen halsrandbaggar.
Helophorus är enda släktet i familjen halsrandbaggar.

## Bildgalleri

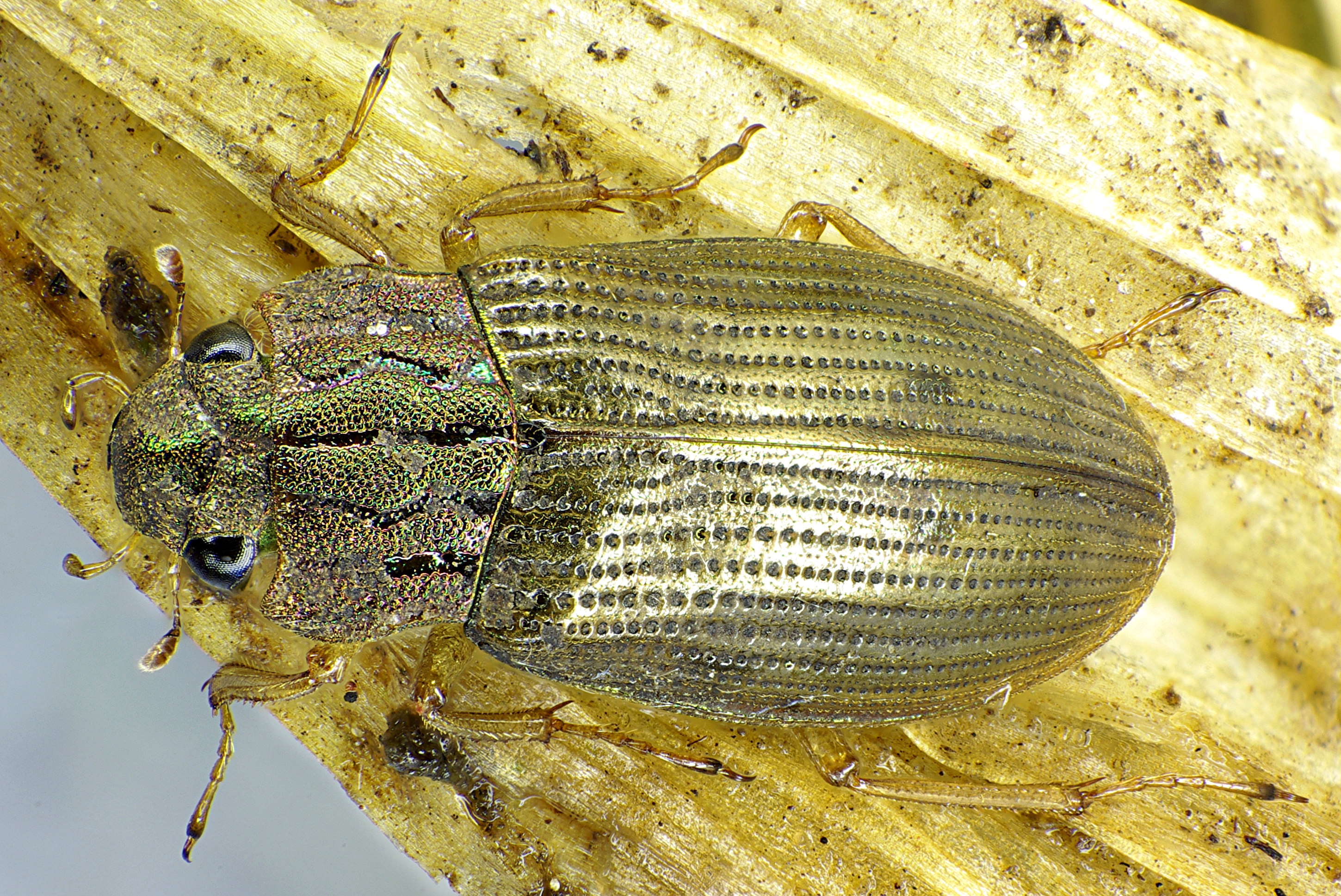
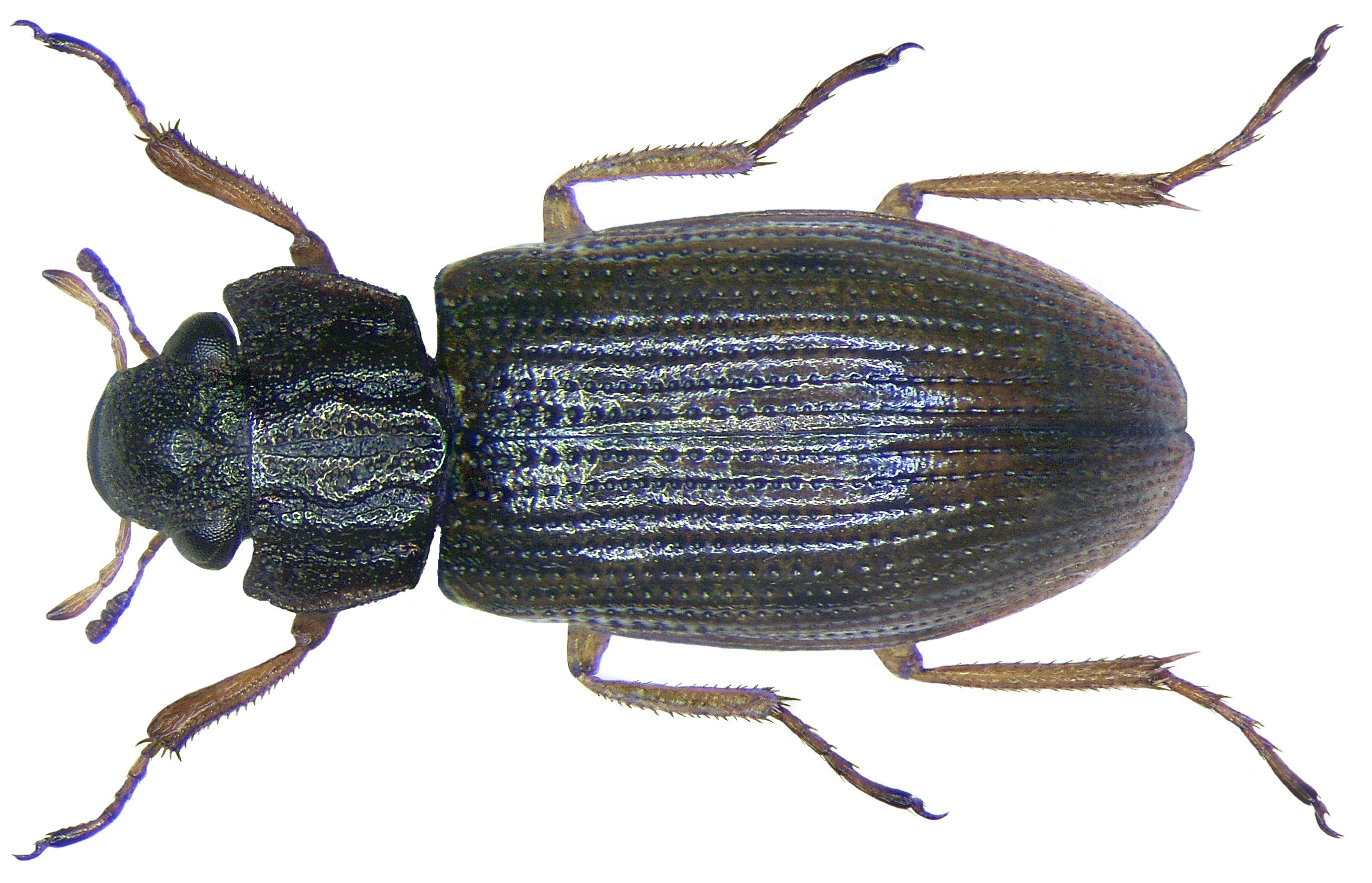
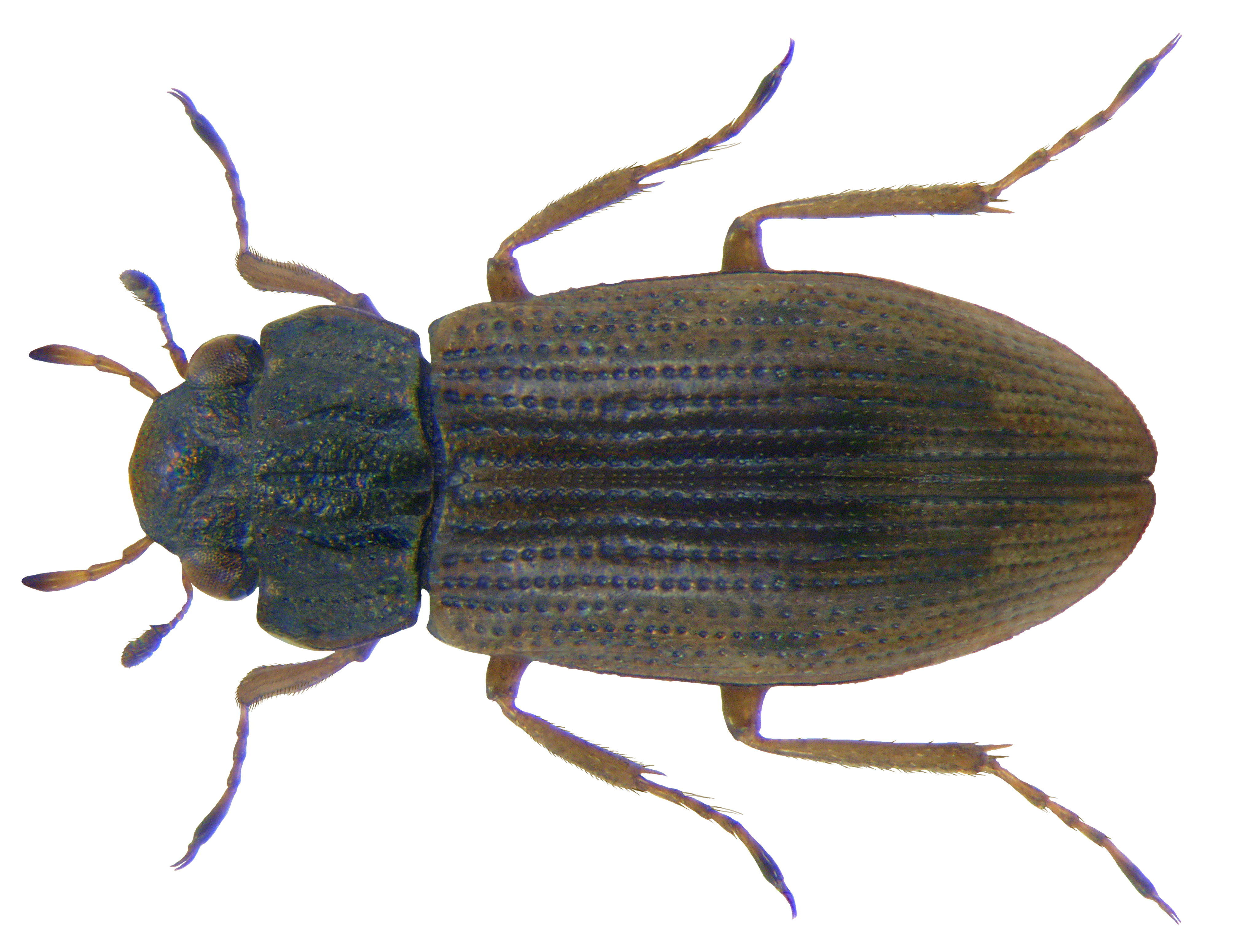
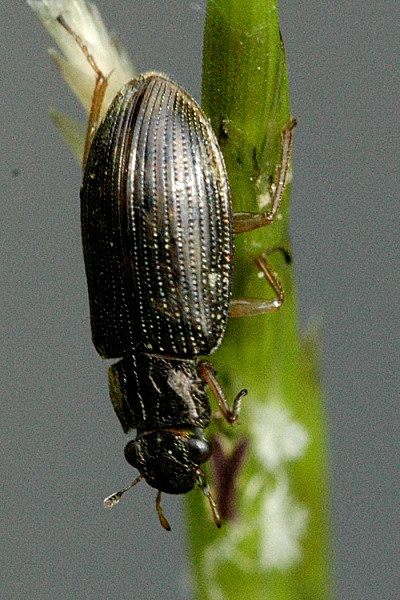

## Dottertaxa tillHelophorus, i alfabetisk ordning[1][2]
- Helophorus aequalis
- Helophorus alternatus
- Helophorus angusticollis
- Helophorus aquaticus
- Helophorus arcticus
- Helophorus artus
- Helophorus arvernicus
- Helophorus asperatus
- Helophorus auricollis
- Helophorus brevipalpis
- Helophorus browni
- Helophorus californicus
- Helophorus chamberlaini
- Helophorus columbianus
- Helophorus cuspifer
- Helophorus discrepans
- Helophorus eclectus
- Helophorus fenderi
- Helophorus flavipes
- Helophorus fortis
- Helophorus frosti
- Helophorus fulgidicollis
- Helophorus furius
- Helophorus glacialis
- Helophorus grandis
- Helophorus granularis
- Helophorus griseus
- Helophorus hatchi
- Helophorus inflectus
- Helophorus lacustris
- Helophorus lapponicus
- Helophorus laticollis
- Helophorus latipenis
- Helophorus lecontei
- Helophorus ledatus
- Helophorus leechi
- Helophorus linearis
- Helophorus linearoides
- Helophorus lineatus
- Helophorus marginicollis
- Helophorus minutus
- Helophorus nanus
- Helophorus nitiduloides
- Helophorus nitidulus
- Helophorus nubilus
- Helophorus oblongus
- Helophorus obscurus
- Helophorus orchymonti
- Helophorus oregonus
- Helophorus orientalis
- Helophorus pallidus
- Helophorus parasplendidus
- Helophorus pumilio
- Helophorus redtenbacheri
- Helophorus robertsi
- Helophorus schuhi
- Helophorus sempervarians
- Helophorus sibiricus
- Helophorus smetanai
- Helophorus splendidus
- Helophorus strandi
- Helophorus strigifrons
- Helophorus tuberculatus